# Liberalt erhverv
Liberalt erhverv betegner selvstændig erhvervsvirksomhed indenfor brancher, der ikke beskæftiger sig med hverken produktion eller salg af varer, men med forskellige former for serviceydelser. Fælles for de liberale erhverv er, at de kræver en bestemt teoretisk uddannelse og oftest også autorisation fra en offentlig myndighed, der som regel giver ret til eksklusiv benyttelse af stillingsbetegnelsen. 
Autorisation, også kaldt beskikkelse, meddeles af
- Justitsministeren: Advokater
- Sundhedsministeriet (Styrelsen for Patientsikkerhed): Praktiserende læger, fysioterapeuter, kiropraktorer, tandlæger m.fl. se autorisationsloven
- Socialministeriet (Psykolognævnet): Psykologer
- Miljøministeriet (Geodatastyrelsen): Landinspektører
- Erhvervs- og Vækstministeriet (Erhvervsstyrelsen): Godkendte revisorer og godkendte revisionsvirksomheder samt ejendomsmæglere. Tidligere også translatører og tolke og dispachører, men med vedtagelsen af vækstpakken 2015 (lov L 153) blev lov om disse ophævet, så disse titler nu ikke længere er beskyttet.

Titlerne ingeniør og arkitekt er ikke beskyttet. Det er derimod civilingeniør og arkitekt M.A.A.
Der gælder lempeligere regler for etableringen af liberalt erhverv i forhold til øvrige erhverv, for så vidt som lokalplaner ofte tillader erhvervsudøvelsen i boligområder, såfremt den foregår fra vedkommendes private bopæl. 